# Dicranomyia arta
Dicranomyia arta är en tvåvingeart som först beskrevs av Alexander 1954. Dicranomyia arta ingår i släktet Dicranomyia och familjen småharkrankar.
Artens utbredningsområde är Myanmar. Inga underarter finns listade i Catalogue of Life.